# 鹿児島マラソン
鹿児島マラソン（かごしまマラソン）は、鹿児島県鹿児島市及び姶良市で2016年から開催されている市民参加型の長距離走（市民マラソン）大会である。フルマラソンの定員は10,000人。
主催者は鹿児島マラソン実行委員会及び一般財団法人鹿児島陸上競技協会である（運営の項を参照）。

## 概要

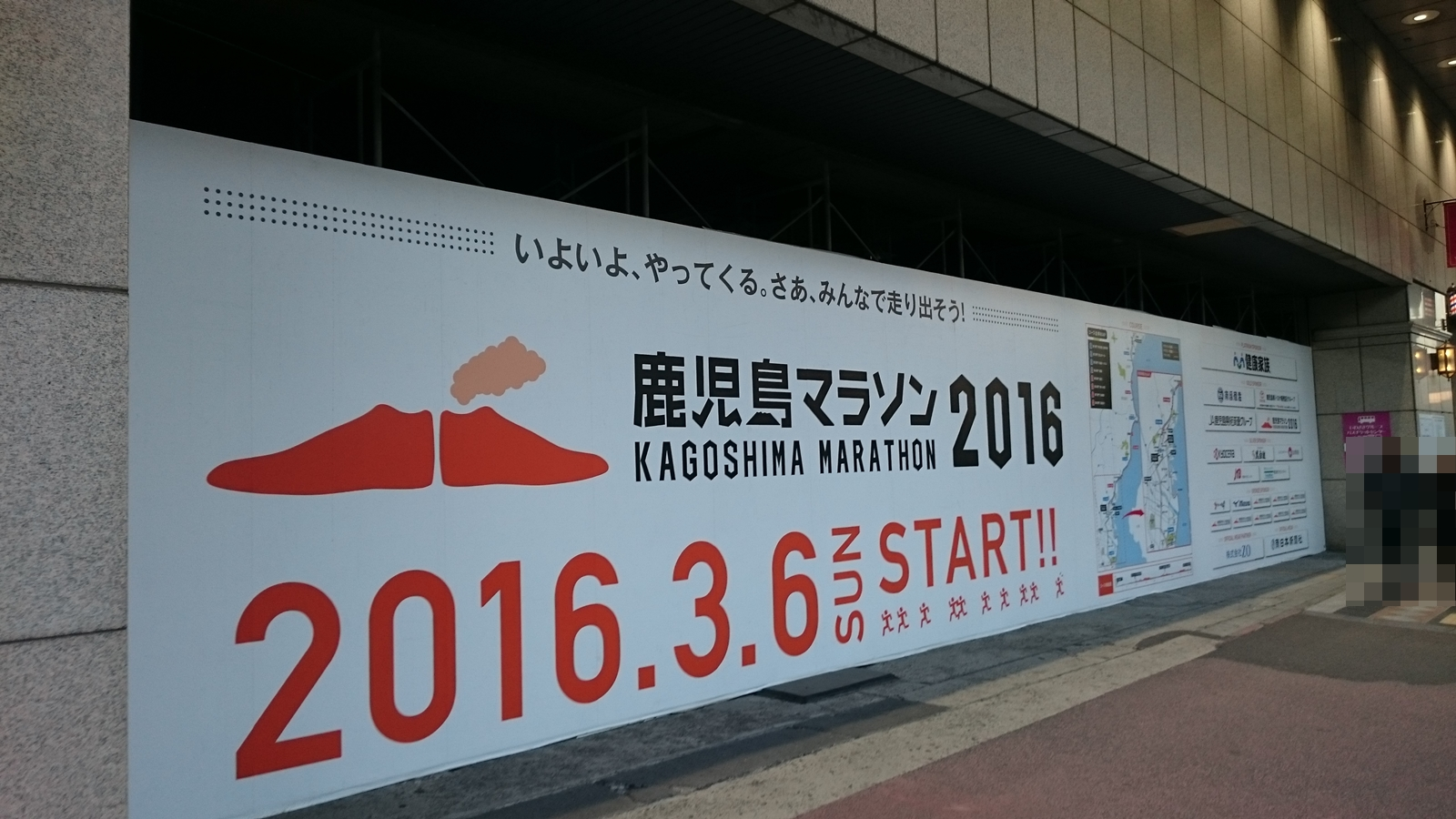
閉鎖後の山形屋バスセンター跡に2015年末から掲げられた鹿児島マラソンの告知ポスター（2016年1月31日撮影）

冬季に観光客が低迷する鹿児島に観光客の誘致を図り、2014年より鹿児島市スポーツ課がマラソン大会開催の構想を立て、「鹿児島のすべてを感じるマラソン大会 〜明治維新のおもてなし〜」をテーマに、2016年より開催。2020-22年は新型肺炎の影響で中止した。

## コース

### フルマラソン
- フルマラソン：ドルフィンポート（スタート） → 鴨池公園 → 鹿児島市電軌道横 → 山形屋前 → 西郷隆盛銅像 → 仙巌園 → 鹿児島県立姶良病院（折り返し） → 鹿児島市役所（ゴール）
  - 錦江湾岸を市街から北上し折り返してくるコースであり高低差は小さい。全体を7つのテーマゾーンに分けている。
- 制限時間は7時間。
- コース中の給水所は13か所で、一部の給水所ではサツマイモをはじめとした"ふるさと給食"が提供される。

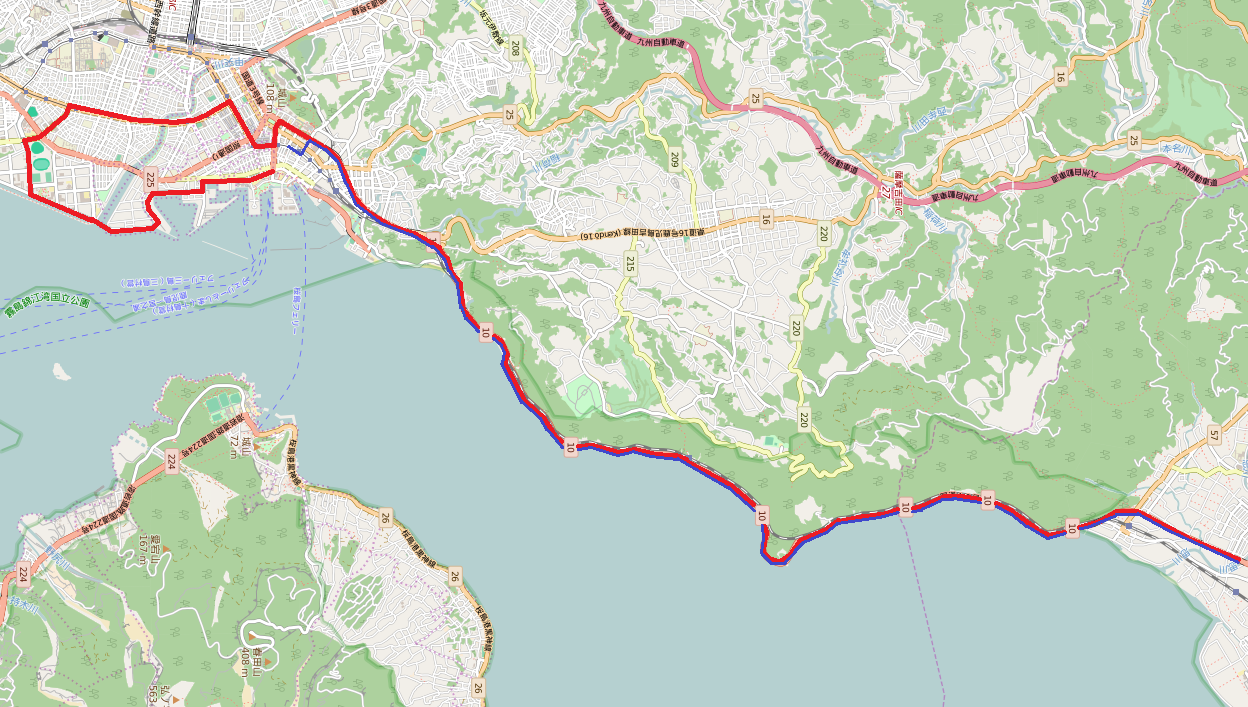
第1回大会のルート。赤線が往路、青線が復路（画像右側が北方向）

### ファンラン
- フルマラソンのコース（2018年は8.9キロメートル）を山形屋前まで（中学生以上の2,000人、制限時間は1時間30分）

## 受付
大会前々日・前日に鹿児島市中央公民館で行う。

## 運営
- 主催 - 鹿児島マラソン大会実行委員会
  - 主な構成団体 - 鹿児島市、鹿児島陸上競技協会、鹿児島商工会議所ほか
- 主管 - 鹿児島陸上競技協会
- 共催 - 南日本新聞社、南日本放送、鹿児島テレビ、鹿児島銀行、MBC開発
- 後援 - 鹿児島県、鹿児島県教育委員会、姶良市、姶良市教育委員会、NHK鹿児島放送局、鹿児島放送、鹿児島読売テレビ、エフエム鹿児島、鹿児島シティエフエム

## 優勝者
-数字- は優勝回数、 記録 は（当時の）大会記録。
|   | 開催日       | 男子選手 | 記録          | 女子選手 | 記録          |
| - | ------------ | -------- | ------------- | -------- | ------------- |
| 1 | 2016年3月6日 | 吉村大輝 | 2時間17分16秒 | 坂口一美 | 2時間55分19秒 |
| 2 | 2017年3月5日 | 飛松佑輔 | 2時間15分32秒 | 崎浜絵美 | 2時間48分22秒 |
| 3 | 2018年3月4日 | 飛松佑輔 | 2時間18分04秒 | 床呂沙紀 | 2時間33分41秒 |
| 4 | 2019年3月3日 | 飛松佑輔 | 2時間14分51秒 | 松枝未代 | 2時間42分41秒 |
| 5 | 2023年3月5日 | 飛松佑輔 | 2時間14分40秒 | 坂川恋露 | 2時間38分57秒 |
| 6 | 2024年3月3日 |          |               |          |               |

## 運営結果
|                     | フルマラソン          | ファンラン  | 合計     | 沿道応援人数 |
| ------------------- | --------------------- | ----------- | -------- | ------------ |
| 1                   | 9,205 (93.8%) / 9,803 | (%) / 2,051 | / 11,854 | 14万6千人    |
| 完走者 (%) / 出走者 |                       |             |          |              |

## 中継
2016年大会は、午前中（8:00 - 11:30）は南日本放送（MBC）テレビで、午後（12:00 - 13:55）は鹿児島テレビ（KTS）で生中継。2017年も同様の体制で放送。なお、MBCで本来日曜8:00 - 9:54に放送されている『サンデーモーニング』と日曜10:00 - 10:15に放送されている『九州電力グループpresents 新 窓をあけて九州（制作幹事局・RKB毎日放送）は大会当日の午後に時差ネットで放送される。

## ダイジェスト
- 2016年大会は3月7日にMBC、8日にKTSでそれぞれゴールデン枠にて1時間のダイジェストを放送[6]。
- 2017年大会は3月6日にMBCにて夕方枠（15:50 - 17:50）にて「鹿児島マラソン2017スーパーダイジェスト」（7日深夜帯（25:35 - 27:35）に再放送も行った）[7]、7日にKTSのゴールデン枠にて57分枠でダイジェスト番組[8]を放送

## 問題
2017年大会を巡っては、鹿児島県内でバス事業を営む鹿児島交通が「同大会の開催に伴う交通規制で運送事業を妨害される」として、交通規制の禁止を求める仮処分申請を同年3月2日に鹿児島地方裁判所に申し立てた。同社では仮処分申請の理由として「（マラソン大会のため）国土交通省の許認可事業である運送事業を営めないのは不当な妨害に当たる」「大会に本当に経済効果があるのか、マラソンランナーだけが長期間公道を占有してていいのか疑問がある」などを挙げている。
しかしながら本件は同地裁より却下され2017年大会は予定通りの交通規制で開催され、以降の開催について鹿児島交通は仮処分等の動きは行っていない。